# Elaeocarpus biflorus
Elaeocarpus biflorus är en tvåhjärtbladig växtart som beskrevs av C. Tirel. Elaeocarpus biflorus ingår i släktet Elaeocarpus och familjen Elaeocarpaceae. Inga underarter finns listade i Catalogue of Life.